# Sultepec

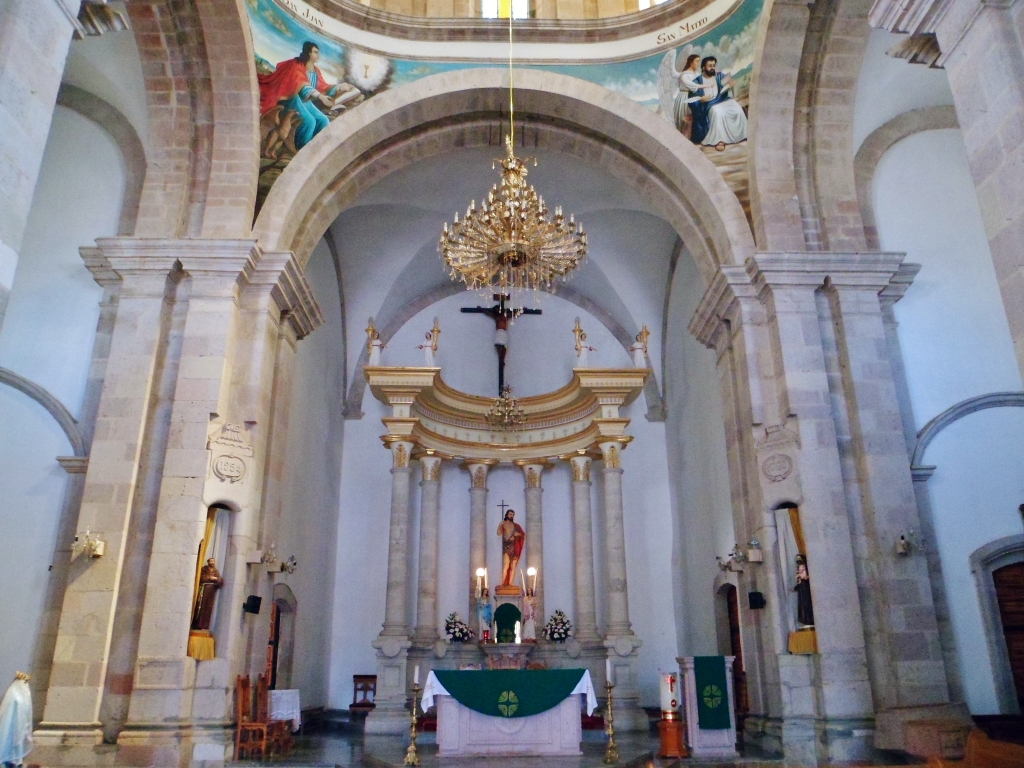

Sultepec é um município do estado do México, no México.